# Sparbeize
Eine Sparbeize ist ein Beizmittel aus einer stark sauren Lösung (meist aus Schwefel- oder Salzsäure) zur Reinigung von Metalloberflächen.
Den Sparbeizen sind außerdem Beizinhibitoren (Sparbeizzusätze) zugesetzt, um die Auflösungsgeschwindigkeit des Metalls möglichst klein zu halten, ohne dass die Auf- oder Ablösungsgeschwindigkeit der zu entfernenden Beläge, die meist aus Oxiden des betreffenden Metalls oder aus anderen Verbindungen (z. B. Kesselstein) bestehen, merklich verzögert wird. Ein vollständiger Schutz des Metalls ist nicht möglich.
Als Säuren verwendet man auch noch Citronensäure und Ameisensäure. Als Beizinhibitoren sind Aldehyde, Amine, Nitrile, stickstoffhaltige Heterocyclen, Mercaptane und Thioether bekannt, ferner Verbindungen, bei denen Stickstoff und Schwefel an ein gemeinsames Kohlenstoffatom gebunden sind.
Beim Beizen unlegierter und niedrig legierter Stähle werden in Salzsäure häufig Hexamethylentetramin, in Schwefelsäure häufig Dibenzylsulfoxid angewandt. Zur Beschleunigung der Auflösung der Beläge werden den Sparbeizen noch organische Netzmittel zugesetzt. Die Wahl der entsprechenden Sparbeizen richtet sich nach der Art und Zusammensetzung des Beizmittels und nach dem vorliegenden Metall.
Nach dem Beizen ist ein sorgfältiges Spülen mit Wasser erforderlich, gegebenenfalls unter Zusatz von Natriumhydroxid zur Neutralisation, um Zerstörungen durch verbliebene Säurereste zu vermeiden.